# Paleoheleomyza
Paleoheleomyza – wymarły rodzaj muchówek z rodziny błotniszkowatych i podrodziny Heleomyzinae. Obejmuje tylko jeden opisany gatunek, Paleoheleomyza kotejai. Żył w eocenie na terenie współczesnej Europy.

## Taksonomia
Rodzaj i gatunek typowy opisane zostały po raz pierwszy w 2005 roku przez Andrzeja Józefa Woźnicę i Andrzeja Palaczyka na łamach „Polskiego Pisma Entomologicznego”. Opisu dokonano na podstawie pojedynczej inkluzji w bursztynie bałtyckim, pochodzącej z epoki eocenu. Nadana nazwa rodzajowa oznacza „pradawna Heleomyza”, zaś epitet gatunkowy nadano na cześć Jana Koteji, polskiego kokcydologa.

## Morfologia
Muchówka o ciele długości około 2,7 mm.
Głowa jej miała okrągławe oczy złożone, małe i niewystające policzki, jedną parę wibrysów, dobrze wykształcone szczecinki perystomalne, drobno oszczecinione czoło, kwadratowatą płytkę czołową z dwoma równych rozmiarów, nieco dozewnętrznie skierowanymi szczecinkami orbitalnymi, parę dużych szczecinek przyoczkowych w trójkącie przyoczkowym, dobrze wykształcone szczecinki ciemieniowe, skrzyżowane szczecinki pozaprzyoczkowe oraz czułki o trzonku zaopatrzonym w szczecinkę skapularną, nóżce z pojedynczą, dużą szczecinką przednio-grzbietową, pierwszym członie biczyka dużym i okrągłym, a ariście krótszej od wysokości głowy i owłosionej.
Na chetotaksję tułowia składały się m.in. dwie pary dobrze rozwiniętych szczecinek preskapularnych, jedna para dobrze wykształconych szczecinek postpronotalnych, dwie pary szczecinek notopleuralnych, jedna para szczecinek przedszwowych, jedna para szczecinek nadskrzydłowych, dwie pary szczecinek zaskrzydłowych, jedna lub dwie pary szczecinek śródplecowych przed szwem, cztery pary szczecinek śródplecowych za szwem z pięcioma szeregami szczecinek środkowych grzbietu pomiędzy nimi, dwie pary równych rozmiarów szczecinek tarczkowych, dobrze wykształcone szczecinki proepimeralne oraz szczecinki przetchlinkowe. Anepisternum miało szczecinkę dodatkową w kącie przednim oraz dwie duże szczecinki i szczecinki drobne w kącie tylnym. Katepisternum było pośrodku nagie. Skrzydło przednie miało około 2,1 mm długości, około 0,8 mm szerokości, żółtawobrązowe żyłki podłużne i przezroczyste błony. Żyłka kostalna zaopatrzona była w małe kolce, a żyłka analna osiągała krawędź skrzydła. Odnóża były niezmodyfikowane i miały zaopatrzone w jedną szczecinkę przedwierzchołkową golenie, człony pierwsze stóp znacznie dłuższe od pozostałych, a przylgi duże i białawe.
Odwłok samca miał średnich rozmiarów zaokrąglone epandrium, wydłużone i długo owłosione przysadki odwłokowe, parę wydłużonych i spłaszczonych dististylusów oraz taśmowaty distifallus.

## Paleoekologia
Owad ten zamieszkiwał ciepłe i wilgotne, nizinne, paratropikalne lasy deszczowe. Cechowały się one dużym zróżnicowaniem siedlisk, z obszarami gęściej i słabiej zadrzewionymi oraz elementami florystycznymi i faunistycznymi charakterystycznymi dla strefy tropikalnej, subtropikalnej, jak i ciepłej umiarkowanej. Wśród roślin o drzewiastym pokroju występowały tu zarówno iglaste, jak i palmy. Znaczny udział owadów wodnych w inkluzjach wskazuje na obfite występowanie w tym środowisku wód stojących w postaci fitotelm, kałuż, sadzawek, obszarów zalewowych czy jezior o bogatym litoralu. Przynajmniej sezonowo występować musiały wody płynące. Flora i fauna były bardzo zróżnicowane. 98% zidentyfikowanych w inkluzjach organizmów stanowią stawonogi. Opisano ich z bursztynu bałtyckiego ponad 3 tysiące gatunków z ponad 1,5 tysiąca rodzajów. Muchówki z ponad 800 gatunkami są tu najliczniej reprezentowanym rzędem. Oprócz Paleoheleomyza, spośród błotniszkowatych z bursztynu bałtyckiego znane są: Balticoleria  michaeli, Chaetohelomyza electrica, Electroleria alacris, Gedanoleria eocenica, Heteromyza dubia, Protoorbellia hoffeinsorum, Protosuillia media oraz Suillia major.